# Joanna Fowler
Joanna Sigfred Fowler (9 de agosto de 1942) é uma química nuclear estadunidense. Trabalha no Laboratório Nacional de Brookhaven, é professora de psiquiatria da Icahn School of Medicine at Mount Sinai e de química e engenharia biomédica da Universidade Stony Brook, ambas em Nova Iorque.

## Condecorações (seleção)
- 1998 Prêmio Ernest Orlando Lawrence[1]
- 1998 Medalha Garvan–Olin
- 2002 Glenn T. Seaborg Award for Nuclear Chemistry da American Chemical Society[2]
- 2003 Mitglied der National Academy of Sciences
- 2008 Medalha Nacional de Ciências[3][4]
- 2009 Prêmio em Ciências Químicas NAS[5]
- 2011 Distinguished Women in Chemistry/Chemical Engineering Award der American Chemical Society[6]